# Suprafața cristalului

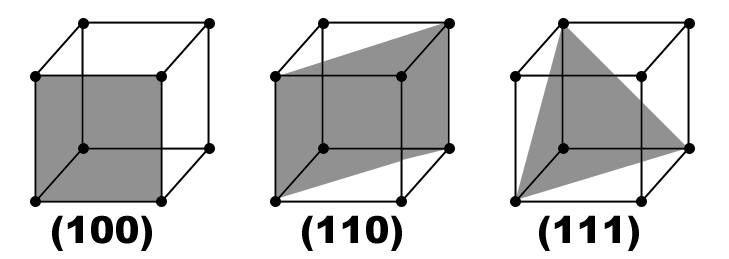
Indicele Miller reprezentat tridimensional într-un cub.

Suprafața cristalului sau morfologia cristalului este un termen din cristalografie și mineralogie care descrie forma unui cristal, care are fațete de o formă geometrică, muchii și vârfuri. Locul de întâlnire a două suprafețe formează o muchie (cant) și cel puțin trei suprafețe (fațete) alcătuiesc la locul de întâlnire un vârf. In funcție de sistemul de cristalizare și clasa cristalului se formează unghiul vârfurilor și muchiilor. Pentru determinarea acestora prin calcul matematic se folosește indicele lui Miller (1801-1880).